# ماريا ريتا بروندي
ماريا ريتا بروندي (5 يوليو 1889 - 1 يوليو 1941) عازفة جيتار وعازفة عود ومغنية وملحنة ومؤرخة موسيقية إيطالية.

## النشأة
ولدت ماريا ريتا بروندي في ريميني. درست الجيتار مع لويجي موزاني ومع فرانسيسكو تاريجا ودرست الأصوت مع باولو توستي في إنجلترا. خصصت ماريا مقطوعة موسيقية منفردة على الجيتار لبروندي.

## الحياة المهنية
تجولت بروندي بجولة في أوروبا كعازفة جيتار ومغنية، اشتهرت بغناء الأغاني الشعبية الإقليمية الإيطالية. ألفت أيضًا أعمال الجيتار. ألفت كتابًا عن تاريخ الجيتار بعنوان العود والجيتار (1926)، والذي نُشر في عدة طبعات خلال القرن العشرين. تمت الإشارة إلى بروندي كنظير للموسيقيين الإيطاليين إليزابيتا أودوني كاليفورنيا (1878-1972) وجيني ساديرو (المعروف أيضًا باسم يوجينيا سكاربا، 1886-1961)، بالرغم من أن كلاهما عاشا أكثر منها. ذكرها جوليان بريم ضمن فناني تسجيل العود الأوائل إلى جانب سوزان بلوخ وديانا بولتون.

## الحياة الشخصية
توفيت بروندي عن عمر يناهز 51 عامًا في روما عام 1941. ولا تزال مؤلفاتها تُعزف وتُسجل، على سبيل المثال في مجموعة بعنوان موسيقى الجيتار لمؤلفات النساء (2009) لعازفة الجيتار الهولندية أنيت كروسبرينك.